# Alan Baker
Alan Baker (London, 1939. augusztus 19. – Cambridge, 2018. február 4.) brit matematikus, a Royal Society tagja, 2001 óta az MTA tiszteleti tagja.

## Életpályája
Tanulmányait a londoni University College-ban kezdte, Harold Davenportnál, majd Cambridge-ben folytatta és 1964-ben itt szerzett PhD fokozatot. Disszertációjának címe: Some Aspects of Diophantine Approximation. Ezután 1968-ig a Cambridge-i Egyetemen kutatott. Professzorrá kinevezése után több külföldi meghívásnak tett eleget, tanított a Princetoni Egyetemen valamint a Stanford Egyetemen.
Baker a számelmélet területén az effektív módszerek kidolgozásával vált ismertté. 1971-ben, 31 éves korában a nizzai matematikai kongresszuson a Fields-éremmel díjazták. A díjat a diofantoszi egyenletekkel kapcsolatos munkáiért kapta. Tagja a cambridge-i Trinity College-nak, a Royal Society-nek, valamint az Indiai Tudományos Akadémiának.
Sikerült bizonyítást találnia a Gelfond–Schneider-tétel szűkítésére, amelynek során kimutatta, hogy az algebrai számok feletti természetes logaritmusok halmaza akkor lineárisan független, ha a racionális számok felett lineárisan független.

## Művei
- Linear forms in the logarithms of algebraic numbers. I, Mathematika. A Journal of Pure and Applied Mathematics. 1966. 13: 204–216
- Linear forms in the logarithms of algebraic numbers. II, Mathematika. A Journal of Pure and Applied Mathematics 1967. 14: 102–107
- Linear forms in the logarithms of algebraic numbers. III, Mathematika. A Journal of Pure and Applied Mathematics 1967 14: 220–228
- Transcendental number theory. Cambridge University Press, 1975, erw. 1979, (Cambridge Mathematical Library) aktualisiert 1990, Reprint 1999
- Gisbert Wüstholz-cal közösen: Logarithmic forms and diophantine geometry. (New Mathematical Monographs) Cambridge University Press, 2008, ISBN 978-0521882682.

## Fordítás
- Ez a szócikk részben vagy egészben az Alan Baker című német Wikipédia-szócikk ezen változatának fordításán alapul.  Az eredeti cikk szerkesztőit annak laptörténete sorolja fel. Ez a jelzés csupán a megfogalmazás eredetét és a szerzői jogokat jelzi, nem szolgál a cikkben szereplő információk forrásmegjelöléseként.